# Аттис (стихотворение)
«Аттис» (лат. De Aty) — условное название стихотворения римского поэта Гая Валерия Катулла, включённого в состав посмертного сборника («Книги Катулла Веронского») под номером 63. 
Стихотворение представляет собой рассказ о мифологическом персонаже Аттисе, любимце фригийской богини Кибелы. Возможно, Катулл заинтересовался этим сюжетом, когда путешествовал по Малой Азии в 57 — 56 годах до н. э. в свите пропретора Гая Меммия.
Существует предположение, что в этом случае Катулл переработал какой-то греческий текст, сопроводив его оригинальной лирической концовкой.

## Ссылка
- Коллекция русских переводов